# Gryazev-Shipunov GSh-6-23
A Gryazev-Shipunov GSh-6-23 (em russo:  Грязев-Шипунов ГШ-6-23) é uma poderosa metralhadora de seis canos gatling e calibre de 23 mm usada por algumas aeronaves Russas modernas.
Ela difere da maioria das giratórias americanas na ação, que é operada a gás, em vez de alimentada externamente através de um sistema elétrico, hidráulico, ou pneumático. Embora as dificuldades de engenharia envolvidas na produção de um canhão giratório operado a gás, com uma cadência de tiro tão elevada, o sistema de energia da aeronave não é afetado. A arma também pode atingir a sua cadência de tiro mais rapidamente que os sistemas de acionamento elétrico ou pneumático.
A GSh-6-23 usa o calibre 23x115 mm Russo, alimentada externamente ou linkless. O sistema linkless, aprovado depois de problemas com a alimentação de cinto, é limitada a 8500 tpm. O controle de fogo é elétrico, usando um sistema 27v.
Com uma taxa extremamente alta de fogo, e taxas máximas de 10.000 até 12.000 tiros por minuto, quando comparado com a M61 Vulcan americana, a GSH-6-23 tem o dobro de tiros por minuto, tem um projétil mais pesado, mas a velocidade inicial mais baixa. A arma também é mais leve e mais curta. A rápida cadência de tiro consome munição mais rapidamente: o MiG-31 (Suprimento) da aeronave, por exemplo, com 260 cartuchos de munição, o esvaziaria em menos de dois segundos.
Esse sistema é utilizado por algumas aeronaves de ataque, de carga, entre outros. Aparentemente o sistema foi removido de aeronaves como o Su-22 por problemas de pré-detonação dos projéteis. A Rússia não parece ter apostado no desenvolvimento deste tipo de sistema de armas.
A GSh-6-23 é arma Gatling mais rápida da atualidades, capaz de uma cadência de 12.000 tpm, usando um sistema de atuação a gás.